# Giovanni Conti (politico)
Giovanni Conti (Montegranaro, 17 novembre 1882 – Roma, 11 marzo 1957) è stato un politico italiano, deputato del Regno d'Italia e senatore della Repubblica Italiana per il Partito Repubblicano Italiano.

## Biografia

### Adesione al PRI e partecipazione alla grande guerra
Nato a Montegranaro, da famiglia di modeste origini (padre calzolaio e madre insegnante), studiò al liceo ginnasio statale di Fermo. Attivissimo ed impegnato sin da giovane nel campo politico, nel 1898 aderì al neonato Partito Repubblicano e fondò il primo circolo repubblicano di Montegranaro, intitolato a Felice Cavallotti.
Aderì in gioventù alla Massoneria, ma non si sa né dove né quando fu iniziato, dove il 18 aprile 1905 divenne maestro venerabile della Loggia Tenna di Fermo. Sempre nel suo paese di origine fu nominato primo presidente della locale Lega anticlericale (costituita il 5 febbraio 1908). Dall'epoca del suo trasferimento a Roma non risulta avere proseguito attività nella Fratellanza universale, ritenendo di doversi dedicare a tempo pieno alla causa repubblicana. Ebbe a scrivere che la massoneria andava tenuta separata dall'attività politica in generale e, specificamente, del Partito Repubblicano, pur nel rispetto della sua tradizione illuminista e risorgimentale.
Laureatosi in giurisprudenza e trasferitosi a Roma, entrò nella Direzione Nazionale del PRI nel 1912 iniziando un'attività politica che lo avrebbe visto protagonista all'interno del partito repubblicano e, più in generale, nella politica nazionale. Assunse, accanto a Gaetano Salvemini, una posizione nettamente antigiolittiana, e si batté all'interno del P.R.I. contro le ambigue posizioni del gruppo romano facente capo a Salvatore Barzilai, troppo vicine al potere govermativo e troppo poco spiegate contro la monarchia.
Battutosi politicamente per l'intervento dell'Italia nella Grande Guerra, per la conquista delle terre irredente occupate dall'Austria-Ungheria, fu arruolato come militare di truppa nel 31º reggimento di artiglieria di Ancona e chiese di essere inviato al fronte col grado di ufficiale. Ottenne il grado di sottotenente e comandò sul Pasubio numerosi assalti alle trincee nemiche, perdendo l'olfatto nei tre anni di gelo trascorsi in trincea. Passò ai gradi di tenente e capitano del Regio esercito grazie alle note caratteristiche stilate dal suo comando, e gli fu riconosciuta la Croce di Guerra.
Tornato dal fronte, si adoperò in seno al XIV congresso nazionale del P.R.I. per la fondazione del quotidiano La Voce Repubblicana, di cui fu direttore fino al 1922.
Nel 1921 venne eletto deputato nella XXVI legislatura, nel collegio di Roma e, nel 1924 per la successiva legislatura, rieletto nella circoscrizione umbro-laziale.

### Antifascismo
Conti fu sin dalla prima ora un energico antifascista, e si trovò a pronunciare il 17 novembre 1922, durante il suo quarantesimo compleanno, un celebre discorso alla Camera nel quale sosteneva la ferma opposizione dei repubblicani al ministero Mussolini. Ribadì la sua posizione nel discorso del 30 maggio 1923 quando, scagliandosi contro il regime e la monarchia, vaticinò il loro crollo ("Onorevole Mussolini, la vostra dittatura è la defenestrazione del vostro sovrano"). Nel 1923, a Roma, insieme ad altri repubblicani, fu tra i fondatori del movimento antifascista Italia libera. La Voce Repubblicana fu presa d'assalto dalle squadre fasciste. Lo stesso Conti venne raggiunto nel suo studio in Via di Campo Marzio 69 da un manipolo di squadristi, aggredito e costretto a sorbire olio di ricino; gli aggressori non ebbero soddisfazione, in quanto Conti replicò alla loro imposizione chiedendo se avessero bisogno di altro. Ciò non impedì che La Voce Repubblicana si scagliasse contro il regime e contro Italo Balbo, quadrunviro di Ferrara, indicandoli come mandanti dell'assassinio di Don Giovanni Minzoni, parroco di Argenta. Italo Balbo querelò per diffamazione La Voce Repubblicana, ma il giornale, difeso da un giovane Randolfo Pacciardi, che aveva iniziato la pratica forense nello studio di Conti, venne assolto dal tribunale. La Voce Repubblicana venne infine soppressa dal regime. Nel 1924 Conti fondò il settimanale La Vigilia, che pure ebbe vita breve a seguito del colpo di stato di Mussolini.
A causa delle sue idee politiche, Conti fu posto sotto controllo sin dai primi giorni del governo Mussolini; fronteggiò i tempi ostili alle idee democratiche anche difendendole in duello e fu poi dichiarato decaduto da deputato nella seduta parlamentare del 9 novembre 1926, insieme agli altri deputati che avevano aderito alla secessione dell'Aventino. Divenne sorvegliato speciale dell'OVRA per attività clandestine, e piantonato costantemente in Campo Marzio, dove gli fu devastato lo studio professionale.
Durante il ventennio fascista Giovanni Conti mantenne i contatti con i repubblicani fuoriusciti in Francia e Svizzera. Nel suo archivio sono state ritrovate copie de La Voce Repubblicana stampata a Parigi. E, del resto, Conti non cessò di ricorrere alla stampa per la lotta al fascismo e al nazismo. 
L'OVRA seguiva con diffidenza ed attenzione il gruppo di seguaci di Conti: già dal 1927 il repubblicano Randolfo Pacciardi, che Conti aveva conosciuto da giovane in occasione di un volantinaggio repubblicano su un treno in sosta a Gavorrano, in Toscana (fatto per il quale Conti era stato denunciato e processato), si rifugiò a Lugano insieme con numerosi repubblicani ed anarchici, per svolgervi attività antifascista da una "centrale" dalla quale sarebbero partite numerose azioni. Tra le più importanti il volo di volantinaggio effettuato da Giovanni Bassanesi su Milano e il tentativo di attentato a Mussolini, mediante un termos pieno di esplosivo, compiuto dall'anarchico Ersilio Belloni e dal repubblicano Luigi Delfini, attentato sventato dalla polizia segreta fascista nel 1931. La polizia del feroce Bocchini non ottenne più di tanto dal Delfini, nonostante gli avessero strappato le unghie e arso i piedi con una lanterna da stagnaro, ma il complesso delle informazioni di polizia consentì di sospettare alcuni repubblicani, tra i quali l'elettricista di un teatro della capitale che aveva avuto contatti con l'ex deputato Giovanni Conti.
Il Pacciardi ed altri repubblicani, espulsi da Lugano dall'autorità svizzera per timore di riflessi negativi sui rapporti con il governo fascista italiano, si recarono in Spagna a combattere a fianco dei repubblicani durante la guerra civile del 1936. Pacciardi comandò il battaglione Garibaldi nonostante la diffidenza della componente comunista, e si distinse in azioni di combattimento contro le truppe franchiste.
Alla fine degli anni Venti venne radiato dall'Albo dei Procuratori con l'accusa di esercitare attività anti patriottica; Conti propose ricorso, non negando l'attività di repubblicano ma sostenendo essere impossibile che un repubblicano potesse rivolgersi contro la patria. Dopo due anni ottenne la riammissione all'Albo ma la sua attività di avvocato continuò a versare in crisi, perché nessun cliente riteneva opportuno frequentare lo studio di un antifascista. Ciò si riflesse sulle condizioni della famiglia, che condivise povertà e isolamento.
Al figlio maggiore di Conti, Dante, che durante l'occupazione tedesca avrebbe partecipato alla resistenza repubblicana nella capitale, venne impedito di frequentare le scuole statali. Pertanto Giovanni Conti si rivolse a Padre Luigi Pietrobono, preside del Collegio Nazareno dei Padri Scolopi e tra i massimi commentatori della Divina Commedia, e ne ottenne la solidarietà. Così Dante Conti poté arrivare alla maturità classica, ma venne rimandato in matematica all'esame di maturità perché il padre era scomparso improvvisamente nel maggio 1938, nella "giornata particolare" della visita di Hitler a Roma. Per giorni le ricerche di Giovanni Conti furono vanificate da una cortina di silenzio istituzionale. Poi si seppe che era stato arrestato insieme con Oronzo Reale ed altri amici repubblicani e rinchiuso nel carcere di Regina Coeli come sospettato di attività sovversiva durante la presenza del führer tedesco in Italia.
Successivamente alla caduta di Mussolini, avvenuta Il 25 luglio 1943 per voto maggioritario del Gran Consiglio e con l'arresto del Duce, ed esattamente dal 1º agosto 1943 al 5 giugno 1944, Conti tornò a stampare La Voce Repubblicana, anche a nome di storici esponenti del PRI, quali Cipriano Facchinetti, Oliviero Zuccarini e Cino Macrelli, proclamando a Roma la ricostituzione del Partito Repubblicano Italiano. La Voce Repubblicana clandestina, il cui primo numero titolava in prima pagina "Italiani, preparate le vie!", venne distribuita porta a porta sotto il naso della polizia fascista e, dall'8 settembre 1943, della Gestapo di Kappler, fatta viaggiare dentro panieri di vimini e borse della spesa, sulle gambe di coraggiosi repubblicani che rischiavano l'arresto e interrogatori spietati.
Conti non si tirò indietro per dare aiuto alla famiglia dell'amico repubblicano Enrico Costa, di religione israelita, scampata alla retata degli ebrei compiuta dai nazisti il 16 ottobre 1943 al Portico di Ottavia. La moglie di Costa aveva lasciato il ferro da stiro sul fornello e, quando le SS irruppero in casa, pensarono che la famiglia si fosse rifugiata al piano superiore e la cercarono lì. Grazie a questa perdita di tempo, i Costa guadagnarono la campagna di via Trionfale e, al mattino dopo, Giovanni Conti si vide alla porta il povero amico Enrico, bianco come un lenzuolo. I Costa si salvarono grazie alla rete di solidarietà dell'ambiente repubblicano.
Durante l'occupazione nazista di Roma, tra settembre 1943 e giugno 1944, Giovanni Conti si occupò di predisporre un progetto di Costituzione repubblicana, i "Lineamenti costituzionali della Repubblica", unitamente al Prof. Tomaso Perassi, studioso di diritto internazionale che lo avrebbe seguito all'Assemblea Costituente. I "Lineamenti" sono l'unico progetto costituzionale uscito dalle forze democratiche della Resistenza. Essi furono corredati da un "questionario" mirato a sollecitare interventi e proposte da parte di chiunque. Tra i numerosi contributi vi fu quello di Luigi Einaudi, in un denso dattiloscritto custodito nel Fondo Giovanni Conti presso l'Archivio di Stato di Ancona, dove sono conservati l'archivio privato e la grande biblioteca del politico repubblicano. Merita ricordare che al Prof. Tomaso Perassi si deve la concezione dell'art.11 della Costituzione, in cui si dice che l'Italia ripudia la guerra e persegue pace e giustizia tra gli Stati tramite la limitazione della propria sovranità nazionale: art. 11 che Piero Calamandrei ha definito "la finestra più alta" della nostra Costituzione, quella che permette di vedere gli Stati Uniti d'Europa e del Mondo.
A Conti, ritenuto l'uomo dell'intransigenza repubblicana, è genericamente attribuita dagli storici la responsabilità della mancata partecipazione del PRI al Comitato di Liberazione Nazionale, dopo l'8 settembre 1943, per aver posto un'imprescindibile pregiudiziale ad ogni forma di rapporto con i Savoia, oltre che per l'avversione all'istituto monarchico in sé.
Dopo l'iniziale diffidenza per un C.L.N. che non poneva nettamente la questione pregiudiziale repubblicana al vertice della battaglia politica, bensì si mostrava possibilista persino nella sua componente comunista a collaborare con la monarchia, quantunque per l'imprescindibile fine di liberare l'italia dal nazi-fascismo, il P.R.I. ripiegò su una posizione più flessibile, ma la sua domanda di adesione al C.N.L. non ebbe risposta.
Conti contrastò anche la linea che il segretario politico Pacciardi impresse al PRI nell'immediato dopoguerra, cioè quella dell'unità d'azione con le altre forze favorevoli alla repubblica, in particolare con il Partito d'Azione. Conti riteneva che la tradizione storica repubblicana avesse a perdere nell'unione con forze politiche, pur democratiche e di orientamento repubblicano, nelle quali erano però espresse dottrine politiche differenti, come quelle socialiste di impronta marxista. Nel Partito di Azione questa dicotomia si evidenziò nella polemica fra Emilio Lussu, di orientamento socialista-massimalista, e Ugo La Malfa, di orientamento liberal, e condusse allo scioglimento del partito stesso. L'azione di Conti fu in grado di imprimere un primo stop alla linea pacciardiana, riuscendo ad ottenere il voto contrario del Comitato centrale alla partecipazione del P.R.I. alla Consulta Nazionale, ancorché tale organismo fosse presieduto da Carlo Sforza, che più volte aveva fatto dichiarazioni favorevoli alla repubblica.

### Nell'Italia Repubblicana

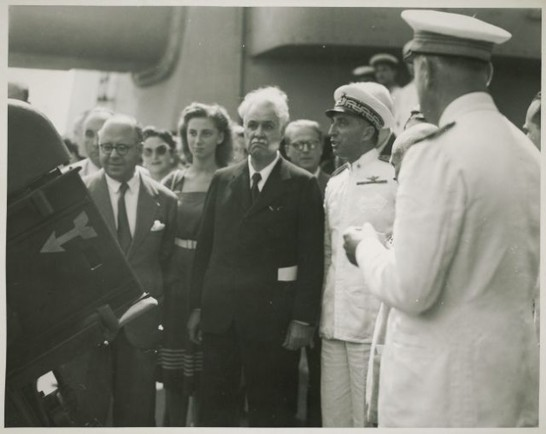
Conti con Guido Gonella in visita alla squadra navale di Napoli nel 1947

Nel secondo dopoguerra, Conti si prodigò per l'instaurazione della Repubblica nel referendum istituzionale del 1946, perorando la causa con innumerevoli comizi. Costituita la Repubblica, fu candidato dal P.R.I. all'Assemblea Costituente nella circoscrizione Roma-Viterbo-Latina-Frosinone, in cui ottenne 57 458 preferenze, venendo eletto come primo della lista del Partito Repubblicano Italiano; Venne quindi eletto vicepresidente dell'Assemblea Costituente e in seguito fu designato presidente della sezione speciale per l'elaborazione delle norme sul potere giudiziario. Fondamentale fu il suo apporto nella stesura della Carta Costituzionale: dello stesso Conti è la formulazione dell'articolo 104 che sancisce l'autonomia e indipendenza della Magistratura.
Il lavoro di Conti all'Assemblea costituente si ispirò anche ai contenuti di un periodico quindicinale, intitolato appunto La Costituente,  edito a Roma in Via dei Prefetti.  La pubblicazione del P.R.I. venne seguita da Conti tra l'ottobre 1945 e il dicembre 1946, e raccolse i contributi di giuristi, scienziati, politici di varia estrazione culturale, non necessariamente repubblicana, dando luogo ad un'agitazione di idee circa la fisionomia della Repubblica italiana ed i contenuti della sua futura legge fondamentale. Il quindicinale fu un importante momento di dibattito e recupero di concetti democratici negletti ed appannati dalla lunga parentesi dittatoriale.  In seguito Conti curò la raccolta dei numeri del quindicinale nel libro omonimo, pubblicato per la prima volta nel giugno 1946 dalle Edizioni del Partito Repubblicano, (il libro è stato ristampato nel 1983 da Archivio Trimestrale, con presentazione di Giovanni Spadolini, e infine a ottobre 2011 a cura del nipote di Giovanni Conti, tramite Ernesto Paleani Editore).

Al XIX Congresso del PRI, del gennaio 1947, si scontrarono due tendenze, quella di Randolfo Pacciardi, favorevole ad una collaborazione al governo col PCI, e quella di Conti e Facchinetti, che invece ritenevano il PCI responsabile dell'inefficienza del governo e volevano interromperne la collaborazione. Alla fine, pur con la rielezione di Pacciardi a Segretario politico, prevalse il gruppo legato a Giovanni Conti. L'esclusione delle sinistre (maggio 1947) ebbe come conseguenza il rientro a pieno titolo del PRI nel successivo quarto governo De Gasperi.

Giovanni Conti.

Le elezioni del 1948 videro quindi il PRI saldamente schierato nel campo della democrazia occidentale a fianco della Democrazia Cristiana, ma anche un cattivo risultato: il 2,5% dei voti. Conti divenne senatore di diritto della Repubblica in forza della III disposizione transitoria della Costituzione, in quanto deputato dichiarato decaduto dal regime fascista, e contemporaneamente si impegnò nella costituzione di un progetto pratico di riforma agraria per la Calabria. Il partito proseguì comunque nella partecipazione ai governi guidati da De Gasperi, dando un contributo decisivo alla linea politica del paese negli anni a venire: il Ministro degli Esteri Sforza, infatti, si adoperò per l'adesione dell'Italia al Piano Marshall, al Patto Atlantico (4 aprile 1949). Conti entrò in dissidio con Pacciardi, divenuto Ministro della Difesa, circa la posizione sul Patto Atlantico, e per tale ragione si dimise dalla Direzione del partito. Poi si aprì la più grave questione dell'amministrazione fiduciaria della Somalia, affidata dall'ONU all'Italia nell'Assemblea generale del 21 novembre 1949. Il deputato repubblicano Belloni aveva espresso, a titolo personale, alla Camera, notevoli riserve sull'opportunità che l'Italia si investisse di questo gravoso onere, nel momento in cui le risorse economiche dovevano essere mirate alle riforme sociali ed alla ripresa del paese dopo la devastazione bellica. Conti, in un discorso al Senato, intese parlare non a titolo personale ma per il P.R.I. ("sono ora senatore non per me, ma per le idee che professo, per le idee del partito al quale appartengo, e le idee che io esporrò sono quelle del Partito Repubblicano Italiano, non sono le mie"). Parlando, appunto, per il Partito, il Sen. Conti espose di aderire a quanto osservato dal deputato Belloni ma soprattutto di avversare una politica colonialista quale sarebbe stata posta in essere con l'accettazione dell'amministrazione fiduciaria della Somalia. E ciò in spregio alla tradizione anticolonialista repubblicana.  L'avere Conti parlato in Senato non a titolo personale, il che avrebbe potuto appartenere alla dialettica naturale in seno ad un partito, bensì a nome del P.R.I., metteva il ministro repubblicano agli Esteri, Carlo Sforza, in difficoltà nei rapporti con l'ONU e gli Alleati. La posizione espressa da Conti a nome del partito avrebbe sicuramente determinato il suo deferimento ai probiviri, e pertanto Conti, evitando a sé ed al partito un simile imbarazzo, si dimise polemicamente dal Partito repubblicano nel febbraio 1950 e si iscrisse al gruppo misto.  Poco prima di morire vi furono numerosi inviti a Conti a rientrarvi, e sembrava che questa fosse la sua intenzione.
Giovanni Conti, dimessosi dal P.R.I., dedicò gli ultimi anni di vita alla riforma degli enti locali ed alle autonomie, alla battaglia contro il latifondo, alla costituzione del Consiglio Superiore della Magistratura della cui proposta di legge fu primo firmatario.  Si batté a favore delle popolazioni della Sila, promuovendo un'indagine sulle condizioni di quelle terre ed una riforma; e del Molise, ottenendo che il parlamento deliberasse per l'acquedotto del comparto di Ururi.  Intervenne per la costruzione degli alloggi dei coltivatori diretti, per le provvidenze e la meccanizzazione in agricoltura.  Sostenne, diversamente dalla Democrazia Cristiana, che gli agricoltori non andassero concentrati in villaggi e paesi ma lasciati abitare in singole case coloniche, pur favorendo la socialità mediante organizzazioni culturali ed economiche.
La fine della I legislatura segnò il definitivo ritiro dalla scena politica di Giovanni Conti, ma egli continuò fino alla morte a scrivere per l'ideale repubblicano e l'educazione democratica, attorniato da intellettuali e scienziati come Guglielmo Negri, Alberto Ronchey, Anton Luigi Aiazzi, Alessandro Morandi. Pubblicò il periodico "Gioventù Libera", insieme ad Annibale Bianco - suo stretto collaboratore, firmatario di molti articoli, membro della Direzione e dell'Esecutivo della Unione Romana del P.R.I. e nominato Segretario Nazionale della F.G.R.I. (Federazione Giovanile Repubblicana) - e iniziò a scrivere "La lotta per la democrazia in Italia", rimasto incompiuto a causa della morte, l'11 marzo 1957.
Morì in un letto di ferro, sostanzialmente povero, in una casa priva di riscaldamento, avendo rifiutato i comodi alloggi costruiti all'EUR per i senatori della Repubblica sulla base di una legge contro la quale egli aveva votato. È sepolto a fianco della moglie Rosa Alessandrini al cimitero monumentale del Verano di Roma.  Il suo studio professionale di Via Campo Marzio 69 è stato ricostruito con alcuni oggetti originali (la scrivania con sedia, una libreria, altri oggetti) presso i locali dell'Archivio di Stato di Ancona.